# جاين غري
جاين غري (بالإنجليزية: Jane Grey)‏ هي ممثلة أمريكية، ولدت في 22 مايو 1883 بميدلبوري في الولايات المتحدة، وتوفيت في 9 نوفمبر 1944 بنيويورك في الولايات المتحدة.

## وصلات خارجية
- جاين غري على موقع IMDb (الإنجليزية)
- جاين غري على موقع قاعدة بيانات برودواي على الإنترنت (الإنجليزية)
- جاين غري على موقع قاعدة بيانات الفيلم (الإنجليزية)